# Perriniella
Perriniella es un género de escarabajos de la familia Leiodidae.

## Especies
Se reconocen las siguientes:
- Perriniella bofilli
- Perriniella faurai
- Perriniella fresnedai